# Retropinnidae

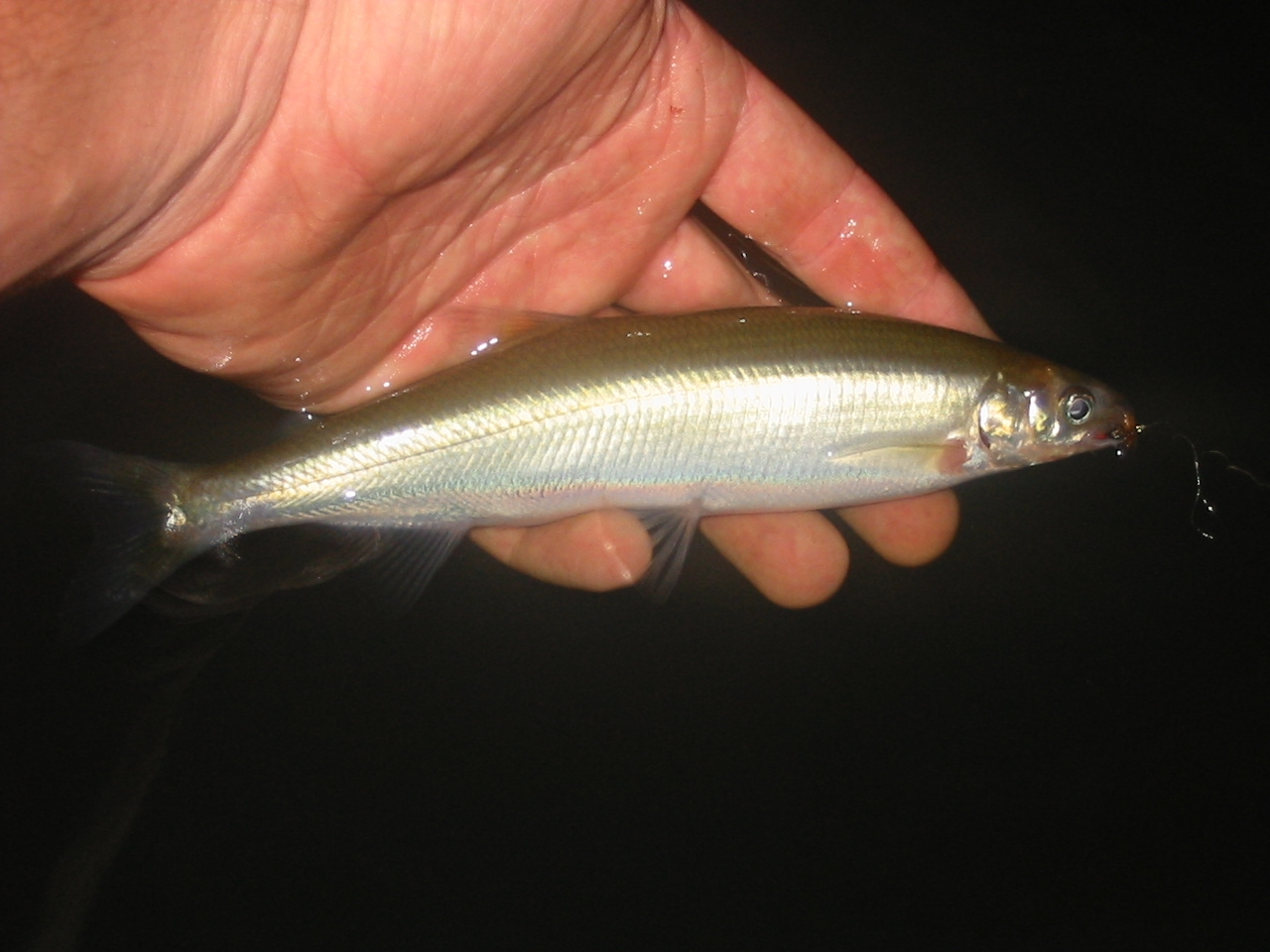
Prototroctes maraena

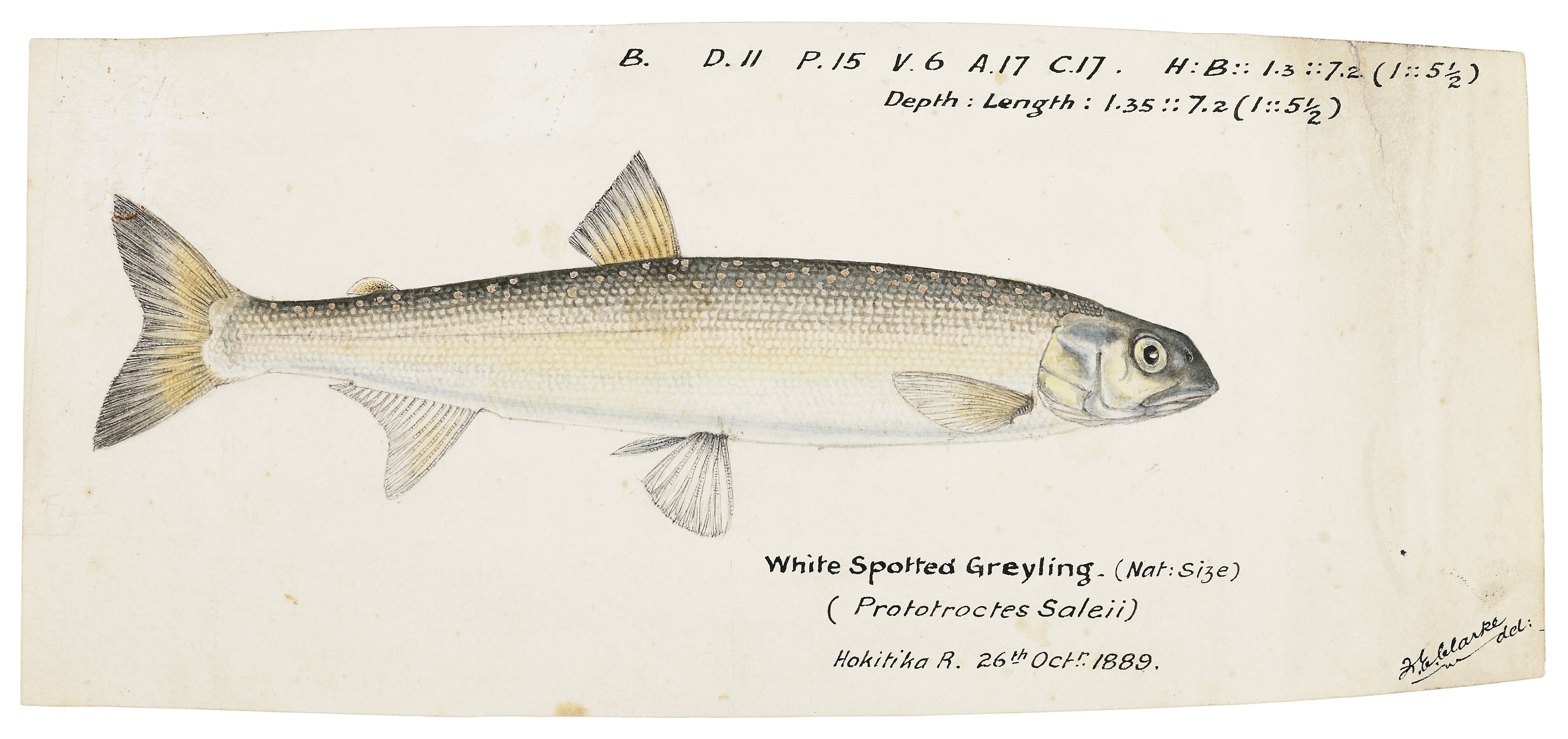
Prototroctes oxyrhynchus

I Retropinnidae sono una famiglia di pesci ossei d'acqua dolce, salmastra e (poche specie) marina appartenenti all'ordine Osmeriformes.

## Distribuzione e habitat
L'areale del genere è limitato alle acque dell'Australia sudorientale, della Tasmania, delle isole Chatham e della Nuova Zelanda. In acqua dolce occupano ambienti molto vari, dai torrenti montani agli stagni assolati. Molte specie sono comunque legate alle acque salmastre almeno in una fase del ciclo vitale. Le specie che vivono in mare sono anadrome.

## Descrizione
Questi pesci hanno corpo fusiforme allungato e sono tipici per la pinna dorsale situata molto indietro, all'altezza della pinna anale. È inoltre presente una pinna adiposa. La pinna caudale è forcuta. La linea laterale è assente. Sul ventre, anteriormente all'ano è presente una carena rigida.
Prototroctes maraena raggiunge i 33 cm ed è la specie più grande, molte specie non raggiungono i 10 cm.

## Specie
- Genere Prototroctes
  - Prototroctes maraena
  - Prototroctes oxyrhynchus (estinto)
- Genere Retropinna
  - Retropinna retropinna
  - Retropinna semoni
  - Retropinna tasmanica
- Genere Stokellia
  - Stokellia anisodon[2]